# Christine Vogt
Christine Vogt (* 26. September 1967 in Neheim-Hüsten, Hochsauerlandkreis) ist eine deutsche Museumsdirektorin, Kunsthistorikerin und Kuratorin.

## Biografie
Christine Vogt studierte Kunstgeschichte, Geschichte, Baugeschichte und Politische Wissenschaft an der RWTH Aachen. 2007 wurde sie mit einer Arbeit zum Thema Das druckgraphische Bild nach Vorlagen Albrecht Dürers (1471-1528). Zum Phänomen der graphischen Kopie (Reproduktion) zu Lebzeiten Dürers nördlich der Alpen promoviert. Ihre Museumstätigkeit begann sie als wissenschaftliche Mitarbeiterin am Suermondt-Ludwig-Museum Aachen. Dort war sie neben Forschungsprojekten zum 16. und 17. Jahrhundert an zahlreichen Ausstellungen beteiligt, unter anderem als eine der Kuratorinnen der großen Schau Albrecht Dürer – Apelles des Schwarz-Weiß. Ein weiterer Schwerpunkt ihrer Arbeit liegt im Bereich der zeitgenössischen Kunst.
2008 wurde sie Direktorin und Kuratorin der Ludwig Galerie Schloss Oberhausen. In dieser Funktion führt sie die 1998 begründeten drei profilbildenden Säulen des Hauses – Ausstellungen zur „Sammlung Peter und Irene Ludwig“, zur „Populären Galerie“ und zur „Landmarken-Galerie“ – weiter und baut sie kontinuierlich aus. Im Rahmen des Segments der Ausstellungen aus den internationalen Beständen der Sammlung Ludwig kuratierte sie große thematische Schauen wie Zu[m] Tisch! Meisterwerke aus der Sammlung Ludwig von der Antike bis Picasso, von Dürer bis Demand (2010), Hair! Das Haar in der Kunst - Meisterwerke aus der Sammlung Ludwig von der Antike bis Andy Warhol von Tilman Riemenschneider bis Cindy Sherman (2014) oder Die Geste - Meisterwerke aus der Sammlung Ludwig von der Antike über Albrecht Dürer bis Roy Lichtenstein (2018). Regelmäßig richtet sie in Kooperation mit einem weiteren Ludwig-Museum hochkarätige Einraum-Ausstellungen aus, die jeweils ein zentrales Kunstwerk aus der Sammlung Ludwig in den Fokus stellten: Das Leuchterweibchen aus der Sammlung Ludwig (2011), Das Tödlein aus der Sammlung Ludwig (2012), eine Ausstellung zum Gemälde ars bene moriendi aus der Sammlung Ludwig (2016) und Die Unterweisung Mariens aus der Sammlung Peter und Irene Ludwig (2019).
Im Segment der „Populären Galerie“ hat sie u. a. mit Zeichnern und Zeichnerinnen wie Janosch, Cornelia Funke, Ralf König, Walter Moers, Ralph Ruthe, Joscha Sauer, Flix, Mordillo und Udo Lindenberg zusammengearbeitet und ihnen jeweils große Einzelausstellungen ausgerichtet. In diesem Segment wurden die Ausstellungen „British Pop Art“, „Der Struwwelpeter“, Otfried Preußler und Michael Ende (2023) gezeigt. Ihre systematische wissenschaftliche Aufarbeitung der Werke der oben genannten Zeichner, zu denen auch die Mitglieder der Walt-Disney-Factory wie Carl Barks, Jan Gulbransson und Ulrich Schröder gehören, hatte zur Folge, dass die LUDWIGGALERIE in den Bereichen Comic, Cartoon und Karikatur zum führenden Haus in Nordrhein-Westfalen avancierte. 2016 wurde sie in die Jury des Comic-Salons in Erlangen berufen. Im April 2024 trat sie der ComFor, der Gesellschaft für Comicforschung, bei.
Durch den intensiven Ausbau der ursprünglich zur „Populären Galerie“ gehörenden Fotografie mit Ausstellungen internationaler Fotografen wie Jim Rakete, Elliott Erwitt, und Herlinde Koelbl, Linda McCartney (2020) oder Barbara Klemm (2023), sowie Fotografie-Ikonen wie Weegee (2013), Eve Arnold (2014), Bert Stern (2013) oder Sam Shaw (2017) oder durch Überblicksausstellungen wie „Shoot! Shoot! Shoot!“ (2018) oder „Hollywood Icons“ (2019) hat Christine Vogt diese heute als viertes Standbein der LUDWIGGALERIE etabliert.
Eine Vielzahl an Ausstellungen präsentierte Christine Vogt im Rahmen der „Landmarken-Galerie“, die den Strukturwandel des Ruhrgebiets thematisiert, darunter wiederum große thematische Ausstellungen wie At Home – Wohnen im Ruhrgebiet (2012) oder Green City – Das Ruhrgebiet in der Kunst (2015), kuratiert von Nina Dunkmann, aber auch Ausstellungen von Ruhrgebietsfotografen wie Rudolf Holtappel (2015 und 2020) und Brigitte Kraemer (2016).
Mit der städtischen Sammlung arbeitet Christine Vogt ebenfalls regelmäßig, was Ausstellungen unter dem Titel Die Sammlung O. (2010, 2015, 2017, 2020) belegen. Von ihr ins Leben gerufene Projekte wie Patenschaften zur Restaurierung des Städtischen Kunstbesitzes, die zur Pflege und Erhaltung der Sammlung beitragen, werden als vorbildlich gelobt. Der von ihr mitinitiierte und 2010 gegründete Freundeskreis unterstützt die LUDWIGGALERIE mit Kunst-Ankäufen oder der Finanzierung von Publikationen. Seit 2017 sind die Nachlässe von Rudolf Holtappel und Walter Kurowski in die Sammlung übergegangen und werden wissenschaftlich aufgearbeitet.
Neben ihren Tätigkeiten im Museumskontext schreibt sie Beiträge zur Kunst des 15./16. Jahrhunderts (Meister von Frankfurt, Hans Weiditz) und zur zeitgenössischen Kunst.
Seit 2008 ist die LUDWIGGALERIE in das Netzwerk der 21 RuhrKunstMuseen aufgenommen worden. Von Anfang 2012 bis März 2015 war Christine Vogt zusammen mit Hans-Günter Golinski vom Kunstmuseum Bochum Sprecherin des Verbunds. 2020 hat Christine Vogt als Jurymitglied beim Deutschen Karikaturenpreis teilgenommen. 2023 erfolgte ihre Berufung zum Mitglied der Deutschen Gesellschaft für Photographie.

## Schriften (Auswahl)
- Mispelbaum. Arbeiten von 1996-2000. Hrsg. von Dagmar Preising und Christine Vogt, Ausst.-Kat. Suermondt-Ludwig-Museum Aachen, 6. Juli bis 3. September 2000, Aachen 2000

- Anita Brendgens, Martin Voßwinkel, Papierformen, Formen im Papier. Hrsg. von Christine Vogt, Ausst.-Kat. Suermondt-Ludwig-Museum Aachen, 8. Februar bis 15. April 2001, Aachen 2001, ISBN 978-3-929203-35-6

- Albrecht Dürer. Apelles des Schwarz-Weiss. Hrsg. von Dagmar Preising, Ulrike Villwock und Christine Vogt, Ausst.-Kat. Suermondt-Ludwig-Museum Aachen, 19. November 2004 bis 23. Januar 2005, Aachen 2004, ISBN 978-3-929203-54-7

- Christine Vogt: Das druckgraphische Bild nach Vorlagen Albrecht Dürers (1471-1528): Zum Phänomen der graphischen Kopie (Reproduktion) zu Lebzeiten Dürers nördlich der Alpen, Dissertation. Hrsg. von Alexander Markschies, München/Berlin 2008, ISBN 978-3-422-06803-2

- Der Eros der Nasen – Comics von Ralf König. Hrsg. von Christine Vogt, Ausst.-Kat. LUDWIGGALERIE Schloss Oberhausen vom 28. September 2009 bis 31. Januar 2010; Oberhausen 2009, ISBN 978-3-932236-21-1

- Zu[m] Tisch! Meisterwerke aus der Sammlung Ludwig von der Antike bis Picasso, von Dürer bis Demand. Hrsg. von Christine Vogt, Ausst.-Kat. LUDWIGGALERIE Schloss Oberhausen vom 13. Juni bis 12. September 2010, Kerber-Verlag, Oberhausen 2010, ISBN 978-3-86678-425-3

- ROY LICHTENSTEIN – posters and more. Hrsg. von Christine Vogt, Begleitheft zur Ausstellung vom 23. Januar bis 1. Mai 2011, Oberhausen 2011, ISBN 978-3-932236-23-5

- I am serious about not being serious, Elliott Erwitt. Fotografie. Hrsg. von Christine Vogt, Begleitheft zur Ausstellung vom 8. Mai bis 11. September 2011, Oberhausen 2011, ISBN 978-3-932236-24-2

- ARTEFAKT UND NATURWUNDER – Das Leuchterweibchen der Sammlung Ludwig. Hrsg. von Dagmar Preising, Michael Rief, Christine Vogt, Ausst.-Kat. LUDWIGGALERIE Schloss Oberhausen vom 6. Februar bis 17. April 2011, Kerber-Verlag, Oberhausen 2011, ISBN 978-3-932236-24-2

- Die 71/2 Leben des Walter Moers. Vom kleinen Arschloch über Käpt’n Blaubär bis Zamonien. Hrsg. von Christine Vogt, Ausst.-Kat. LUDWIGGALERIE Schloss Oberhausen vom 25. September 2011 bis 15. Januar 2012, Kerber-Verlag, Oberhausen 2011, ISBN 978-3-86678-593-9

- AT HOME – Der Blick durchs Schlüsselloch. Wohnen im Ruhrgebiet – gesehen durch die Kunst. Hrsg. von Nina Dunkmann und Christine Vogt, Ausst.-Kat. LUDWIGGALERIE Schloss Oberhausen vom 13. Mai bis 16. September 2012, Kerber-Verlag, Oberhausen 2012, ISBN 978-3-86678-685-1

- CORNELIA FUNKE – Tintenherz, Wilde Hühner und Gespensterjäger. Die fantastischen Bildwelten von den frühen Kinderbüchern bis Reckless. Hrsg. von Christine Vogt, Ausst.-Kat. LUDWIGGALERIE Schloss Oberhausen vom 20.1. bis 20.5.2013, Kerber Verlag, Oberhausen 2013, ISBN 978-3-86678-807-7

- WEEGEE – The Famous. Hrsg. von Christine Vogt, Begleitheft zur Ausstellung vom 20. Januar bis 20. Mai 2013, Oberhausen 2013, ISBN 978-3-932236-27-3

- HAIR! Das Haar in der Kunst. Meisterwerke aus der Sammlung Ludwig von der Antike bis Warhol, von Tilman Riemenschneider bis Cindy Sherman. Hrsg. von Christine Vogt, Ausst.-Kat. LUDWIGGALERIE Schloss Oberhausen vom 22. September 2013 bis 12. Januar 2014, Kerber Verlag, Oberhausen 2013, ISBN 978-3-86678-862-6

- Streich auf Streich. 150 Jahre deutschsprachige Comics seit Max und Moritz. Hrsg. von Christine Vogt, Begleitheft zur Ausstellung vom 14. September 2014 bis 18. Januar 2015, Oberhausen 2014, ISBN 978-3-932236-30-3

- HERLINDE KOELBL. Das deutsche Wohnzimmer, Spuren der Macht, Haare und andere menschliche Dinge – Fotografien von 1980 bis heute. Hrsg. von Christine Vogt, Begleitheft zur Ausstellung vom 25. Januar 2015 bis 3. Mai 2015, Oberhausen 2015, ISBN 978-3-932236-31-0

- Ruthe Sauer Flix. Das ist doch keine Kunst! Comics und Cartoons zwischen Shit happens, Nichtlustig und Schönen Töchtern. Hrsg. von Christine Vogt, Ausst.-Kat. LUDWIGGALERIE Schloss Oberhausen vom 20. September 2015 bis 17. Januar 2016, Carlsen Verlag, Oberhausen 2015, ISBN 978-3-551-68095-2

- American Pop Art – Meisterwerke massenhaft. Von Robert Rauschenberg bis Andy Warhol. Hrsg. von Christine Vogt, Begleitheft zur Ausstellung vom 24. Januar bis 16. Mai 2016, Oberhausen 2016, ISBN 978-3-932236-34-1

- Der gute Weg zum Himmel. Spätmittelalterliche Bilder zum guten Sterben. Das Gemälde ars bene moriendi aus der Sammlung Ludwig. Hrsg. von Dagmar Preising, Michael Rief, Christine Vogt, Ausst.-Kat. LUDWIGGALERIE Schloss Oberhausen vom 21. Februar bis 8. Mai 2016, Kerber Verlag, Oberhausen 2016, ISBN 978-3-7356-0209-1

- Entenhausen >>> Oberhausen. Donald, Mickey and friends gezeichnet in der Disney Factory von Carl Barks, Floyd Gottfredson und Al Taliaferro sowie Jan Gulbransson, Don Rosa und Ulrich Schröder. Hrsg. von Christine Vogt, Begleitheft zur Ausstellung vom 25. September 2016 bis 5. Januar 2017, Oberhausen 2017, ISBN 978-3-932236-36-5

- LET’S BUY IT! KUNST UND EINKAUF – Von Albrecht Dürer über Andy Warhol bis Gerhard Richter. Hrsg. von Christine Vogt, Ausst.-Kat. LUDWIGGALERIE Schloss Oberhausen vom 22. Januar bis 14. Mai 2017, Kerber Verlag, Oberhausen 2017, ISBN 978-3-7356-0320-3

- FIX & FOXI - Rolf Kauka, der deutsche Walt Disney, und seine Kultfüchse. Hrsg. von Linda Schmitz und Christine Vogt, Ausst.-Kat. LUDWIGGALERIE Schloss Oberhausen vom 10.6.2018 – 9.9.2018, Oberhausen 2018, ISBN 978-3-946266-13-6.

- DIE GESTE – Kunst zwischen Jubel, Dank und Nachdenklichkeit. Meisterwerke aus der Sammlung Peter und Irene Ludwig von der Antike über Albrecht Dürer bis Roy Lichtenstein. Hrsg. von Christine Vogt, Ausst.-Kat. LUDWIGGALERIE Schloss Oberhausen vom 23.9.2018 – 13.1.2019, Oberhausen 2018, ISBN 978-3-7356-0506-1

- BRITISH POP ART – Meisterwerke massenhaft aus der Sammlung Heinz Beck. Special Guest: Sgt. Pepper’s Lonely Hearts Club Band, Hrsg. von Christine Vogt, Ausst.-Kat. LUDWIGGALERIE Schloss Oberhausen vom 27.01. – 12.05.2019, ISBN 978-3-7356-0568-9

- ANNA LEHRT MARIA DAS LESEN – Zum Annenkult um 1500. Die Unterweisung Mariens aus der Sammlung Peter und Irene Ludwig. In Kooperation mit dem Suermondt-Ludwig-Museum Aachen. Hrsg. von Dagmar Preising, Michael Rief, Christine Vogt, Ausst.-Kat. LUDWIGGALERIE Schloss Oberhausen vom 10.02. – 12.05.2019, ISBN 978-3-7356-0569-6

- Fotografin unter Musikern - LINDA McCARTNEY – The Sixties and more, Hrsg. von Christine Vogt, Ausst.-Booklet LUDWIGGALERIE Schloss Oberhausen vom 19. Januar 2020 – 3. Mai 2020, ISBN 978-3-932236-42-6

- Rudolf Holtappel – Die Zukunft hat schon begonnen. Ruhrgebietschronist Theaterdokumentarist Warenhausfotograf. Eine fotografische Werkschau von 1950–2013, Ausst.-Kat. LUDWIGGALERIE Schloss Oberhausen vom 10. Mai 2020 – 6. September 2020, Hrsg. von Miriam Hüning und Christine Vogt, ISBN 978-3-86206-815-9

- ART ABOUT SHOES – von Schnabelschuh bis Sneaker. Heiner Meyer – deutsche Pop Art im Stiletto-Format, Ausst.-Kat. LUDWIGGALERIE Schloss Oberhausen vom 17. Januar – 24. Mai 2021, Hrsg. von Christine Vogt, ISBN 978-3-86206-868-5

- Der Schmerz des Vaters ? - Die trinitarische Pietà zwischen Gotik und Barock. Zu einer Skulptur aus der Sammlung Peter und Irene Ludwig, Ausst.-Kat. LUDWIGGALERIE Schloss Oberhausen vom 26. September 2021 – 9. Januar 2022, Hrsg. von Dagmar Preising, Michael Rief und Christine Vogt, ISBN 978-3-422-98712-8

- UNVERÖFFENTLICHT – Die Comicszene packt aus! Strips and Stories – von Wilhelm Busch bis Flix, Ausst.-Kat. LUDWIGGALERIE Schloss Oberhausen vom 3. Oktober 2021 – 16. Januar 2022, hrsg. von Linda Schmitz-Kleinreesink und Christine Vogt, ISBN 978-3-946266-30-3

- Manfred Vollmer – ausgelöst. Fotografien von 1968 bis heute, Ausst.-Kat. LUDWIGGALERIE Schloss Oberhausen vom 6. Februar – 15. Mai 2022, hrsg. von Christine Vogt, ISBN 978-3-7356-0842-0

- BARBARA KLEMM. Schwarz-Weiß ist Farbe genug. Fotografien 1967 bis 2019, Ausst.-Booklet LUDWIGGALERIE Schloss Oberhausen vom 22. Januar bis 7. Mai 2023, hrsg. von Christine Vogt, ISBN 978-3-932236-48-8

- IT’S A PASSION! We proudly present: Die Porzellane aus der Sammlung Ludwig und das Beste aus 25 Jahren LUDWIGGALERIE Schloss Oberhausen, Ausst.-Kat. LUDWIGGALERIE Schloss Oberhausen vom 14. Mai – 17. September 2023, hrsg. von Christine Vogt, ISBN 978-3-7356-0928-1

- Fantastische Reise mit Jim Knopf, Bastian und Momo. Michael Ende – Bilder und Geschichten, Ausst.-Kat. LUDWIGGALERIE Schloss Oberhausen vom 24. September 2023 – 14. Januar 2024, hrsg. von Linda Schmitz-Kleinreesink und Christine Vogt, ISBN 978-3-7356-0937-3

- HIPGNOSIS BREATHE. Album Cover Art und Photo Design by Aubrey Powell & Storm Thorgerson. Celebrating 50 Years THE DARK SIDE OF THE MOON, Ausst.-Booklet LUDWIGGALERIE Schloss Oberhausen vom 21. Januar – 20. Mai 2024, hrsg. von Sarah Hülsewig und Christine Vogt, ISBN 978-3-932236-49-5

- Was gibt's denn da zu lachen? Die komische Kunst des WALTER MOERS. Vom Käpt'n Blaubär, dem Kleinen Arschloch und dem fantastischen Kontinent Zamonien, Ausst.-Kat. LUDWIGGALERIE Schloss Oberhausen vom 22. September 2024 – 19. Januar 2025, hrsg. von Christine Vogt, ISBN 978-3-7356-1004-1

- Udo Lindenberg. Kometenhaft panisch. Likörelle, Udogramme, nackte Akte & viel mehr, Ausst.-Kat. LUDWIGGALERIE Schloss Oberhausen vom 29. Juni 2025 – 28. September 2025, hrsg. von Christine Vogt und Frank Bartsch, ISBN 978-3-69019-040-4